# The Low Frequency in Stereo
The Low Frequency in Stereo is een Noorse postrockband, die in februari 2000 in Haugesund werd opgericht door Per Steinar Lie, Ørjan Haaland en Hanne Andersen. In 2009 - vanaf het album Futuro - sloten Njål Clements en Linn Frøkedal zich bij de band aan. Clementsen en Frøkedal spelen tevens bij Megaphonic Thrift en Clementsen ook nog bij Electric Eye. De band heeft zowel nationale als internationale bekendheid verworven en heeft op festivals gespeeld als Dour en South by Southwest.
Rolling Stone-hoofdredacteur David Fricke beschreef een van hun concerten als "een combinatie van lange solo-elementen à la The Doors meets Transmission van Joy Division met de brandende gitaarschwung van Dick Dale."
In 2006 kreeg het album The Last Temptation Of...The Low Frequency in Stereo Vol. 1 een Spellemannsprisen-nominatie in de categorie "Beste Rockalbum" en in 2013 kreeg Pop Obskura eenzelfde nominatie in de categorie "Beste Popalbum".

## Discografie

### Albums
- 2002 - The Low Frequency in Stereo
- 2004 - Travelling Ants who Got Eaten by Moskus
- 2006 - The Last Temptation Of...The Low Frequency in Stereo Vol. 1
- 2009 - Futuro
- 2013 - Pop Obskura

### Ep's
- 2001 - Die Electro Voice/Low Frequency (7")
- 2001 -  Moonlanding (10")
- 2005 - Astro Kopp

### Singles
- 2006 - "Monkey Surprise"